# Zabójcze wody
Zabójcze wody (ang. Kraken: Tentacles of the Deep) – amerykański horror z 2006 roku.

## Opis fabuły[1]
Ray Reiter (Charlie O'Connell) jako dziecko był świadkiem, śmierci swoich rodziców, których zabiła na morzu ogromna kałamarnica. Trzydzieści lat później dołącza do naukowej ekspedycji prowadzonej przez Nicole (Victoria Pratt), szukającej legendarnego greckiego skarbu, który według legendy jest strzeżony przez krakena.

## Obsada
- Charlie O'Connell - Ray
- Victoria Pratt - Nicole
- Kristi Angus - Jenny
- Cory Monteith - Michael
- Jack Scalia - Maxwell
- Aleks Paunovic - Ike
- Nicole McKay - Kate
- Michal Yannai - Sally
- Kyle Tejpar - młody Ray
- Mike Dopud - David, ojciec Raya
- Emy Aneke - Firefighter
- Elias Toufexis - Keith
- Christa Campbell - Emily, matka Raya